# Liste des épisodes de Sister, Sister

Cet article présente la liste des épisodes de la série télévisée Sister, Sister.

## Première saison (1994)
1. La Rencontre (The Meeting)
2. Premier rendez-vous (First Dates)
3. Pyjama party (Slumber Party)
4. Tricher n'est pas jouer (Cheater, Cheater)
5. Sortie en bus (Out Alone)
6. La Guerre du bouton (The Pimple)
7. Folle du volant (Car Trouble)
8. L'Anniversaire (The Birthday)
9. La Partie de bowling (Love Strikes)
10. La Mariée était trop belle (Wedding Bells & Box Boys)
11. Maman chérie (Mothers and Other Strangers)
12. Le Concert (The Concert)

## Deuxième saison (1994-1995)
1. Une Coiffure branchée (Hair Today)
2. Double emploi (Get a Job)
3. Le Choix de Joey (Joey's Choice)
4. Le Grand béguin (A Tall Tale)
5. Un Amour de garçon (It's a Love Thang)
6. Sauvez Billy (Free Billy)
7. Opération généalogique (Operation: Deja View)
8. Tatou-Tabou (Tattoo)
9. Zéro de conduite (Two for the Road)
10. La Congamania (It's a Party Thang)
11. Sortie culturelle (Field Trip)
12. Une Épreuve éprouvante (Put to the Test)
13. Les Jumelles font du théâtre (Kid in Play)
14. Le Cauchemar (Dream Lover)
15. Œufs brouillés (Scrambled Eggs)
16. La Première cigarette (Smoking in the Girls)
17. L'École buissonnière (Playing Hooky)
18. Une Amie envahissante (Single White Teenager)
19. C'est oui ou c'est non ? (I Do?)

## Troisième saison (1995-1996)
1. Championne en herbe (The Natural)
2. La Rupture (The Break-Up)
3. La Répétitrice (The Tutor)
4. L'Héritage de Lisa (History a La Carte)
5. Papy Campbell (Grandpa Campbell)
6. Faute professionnelle (Twins Get Fired)
7. La Nuit d'Halloween (Halloween)
8. Le Prof de science nat' (Weird Science)
9. Vacances à Hawaï - 1re partie (Thanksgiving in Hawaii - Part 1)
10. Vacances à Hawaï - 2e partie (Thanksgiving in Hawaii - Part 2)
11. L'Académie Excelsior (Private School)
12. Le Retour de papy Campbell (Christmas)
13. Tia et les garçons (Double Double Date)
14. La Caméra ne ment jamais (Reality Really Bites)
15. Les Bénévoles (The Volunteers)
16. La Saint-Valentin (Valentine's Day)
17. Grève chez Terence (Paper or Plastic?)
18. Un Cadeau empoisonné (The Piano Lesson)
19. Vacances mouvementées (Summer Bummer)
20. L'Élection (The Candidate)
21. Tia l'étudiante (Big Twin on Campus)
22. L'Audition (The Audition)

## Quatrième saison (1996-1997)
1. Un garçon pour deux (When a Man Loves Two Women)
2. Nos origines (You Are So Beautiful)
3. La Voiture du Lac (Gimme A Brake)
4. La Fille à son papa (Daddy's Girl)
5. Vive les pom-pom girls (Sis Boom Bah)
6. La Rivale (Kid-Napped)
7. Le bourreau des cœurs (Boy From The Hood)
8. Comme les cinq doigts de la main (I'll Be There)
9. Les Entremetteuses (Ch-Ch-Changes)
10. La Crème de beauté (Double Exposure)
11. Tant qu'il y aura des femmes (Some Like It Hockey)
12. Sujet à controverse (Bring On Debate)
13. Le Petit frère (Little Man Date)
14. Premier week end sans les parents (The Ski Squad)
15. Vive la cantine ! (Cafeteria Lady)
16. Le jour de la Saint Valentin  (Three The Heart Way)
17. Leçon de mannequinat (Model Tia)
18. Mon Copain idéal (My Guy)
19. La Corde à sauter de mes huit ans (Double Dutch)
20. Le Journal intime (Inherit the Twin)
21. Gages à gogo (Slime Party)
22. L'Ange Gardien (Guardian Angel)

## Cinquième saison (1997-1998)
1. À la mode de Lisa (Designer Genes)
2. Séparation (A Separate Peace)
3. Au boulot ! (Working Girls)
4. Envoie le fric (Show Me the Money)
5. Une Journée inoubliable (It's My Party)
6. Le Petit génie (Child's Play)
7. Un Ami dans le besoin (A Friend in Deed)
8. Le Mécanicien (Popular Mechanic)
9. Politique politicienne (Best Policy)
10. Plus on est de fous, moins on rit... (Two's Company)
11. Sur un air d'opéra (Mo' Credit, Mo' Problems)
12. Petite sœur (In Sickness and in Health)
13. Les Règles de Tamera (The Laws)
14. Les Roses et les bleues (Rosebud)
15. Journée portes ouvertes à l'Université (Ladies in Waiting)
16. Orientation (Ladies' Choice)
17. Toujours jeune (Young at Heart)
18. Une Page d'Histoire (I Had a Dream)
19. J'aurais voulu que vous soyez là ! (You Had to Be There)
20. Premier bal (Prom Night)
21. Cendrillon (Shoeless)
22. Promotion 1998 (Graduation)

## Sixième saison (1998-1999)
1. Enfin adultes ! (Home Sweet Dorm)
2. Suprême concours de chant ! (Stop In The Name of Fun)
3. La cour appréciera (Home Court Advantage)
4. Votez pour Ray (We Are Family)
5. Problème mathématique (The Grass is Always Finer)
6. Droit de parole (Bum Rap)
7. L'Effet domino (The Domino Effect)
8. Alpha, Beta, Delta (Greek to Me)
9. La Foi justifie les moyens (My Father's House)
10. L'Élection (For the People)
11. La Chimie des sœurs jumelles (Twins or Consequences)
12. Double mixtes (Mixed Doubles)
13. Deux filles, un garçon et un calendrier (Two Girls, a Guy and a Calendar)
14. La Reine des ondes (Sweet Talk)
15. Un Père tout neuf (Father's Day)
16. Art dramatique (Know What You Did in Drama Class)
17. Micro pour deux (Double Talk)
18. Valse hésitation (FreakNik)
19. Bebop ou Hip Hop ? (Before There Was Hip Hop)
20. La Cerise sur le gâteau (Let Them Eat Cupcakes)
21. Un Été partagé (The Road Less Traveled)
22. Bonne Chance à tous (Fly Away Home)